# Sort stork
Sort stork (Ciconia nigra) er en fugl i familien af storke. Den yngler i Europa, det central og nordlige Asien, og i Sydafrika, og overvintrer på den Iberiske Halvø, i Afrika og det sydlige Asien. Sort stork, der kun er hvid på en del af undersiden, minder om den hvide stork, men er knyttet til uforstyrrede skove med sumpe og rene vandløb.
Dens længde er 95-105 cm og den har et vingefang på 175-202 cm lang. Den kan leve i op til 20 år.

## I Danmark
Der er fundet en del knoglerester fra sort stork i Danmark, bl.a. ved bopladser fra stenalderen, men antallet faldt gradvist da skovene der havde dækket det meste af landet blev fældet for at gøre plads til landbruget, og den er samtidig ret sky, specielt når den yngler. Derimod indvandrede den hvide stork først til Danmark i middelalderen, og den er netop mindre sky og knyttet til åbne områder. I 1850 var der stadig omkring 150 ynglepar af sorte storke i Danmark, men sidste år hvor et par med sikkerhed ynglede i Danmark var i 1953. Siden har den sandsynligvis ynglet eller forsøgt at yngle enkelte gange, senest i 2005. Hvert år ses i Danmark omkring 30 omstrejfende fugle. De ses især ved lune sydøstlige vinde. På den danske rødliste angives at den ikke har ynglet i Danmark i mindst 20 år og derfor anses   for at være regionalt uddød.